# Anna Wassiljewna von Rosen

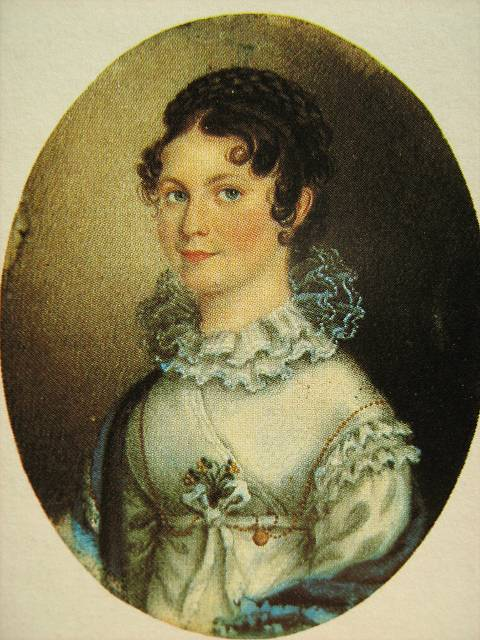
Anna Wassiljewna Malinowskaja um 1819

Baronesse Anna Wassiljewna von Rosen (russisch Анна Васильевна Розен, wiss. Transliteration Anna Vasil'evna Rozen; * 22. Dezember 1797; † 24. Dezember 1883 in Okino, Gouvernement Charkow) war die Ehefrau des Dekabristen Andreas von Rosen.

## Leben
Anna Wassiljewna Malinowskajas Eltern entstammten adligen Häusern. Der Vater, der Diplomat und Literat Wassili Fjodorowitsch Malinowski (1765–1814), war ab 1811 Direktor des Lyzeums Zarskoje Selo. Die Mutter, Sofija Andrejewna Malinowskaja (1772–1812), war die Tochter des Protoiereus der Russisch-Orthodoxen Kirche Andrei Samborski, Religionslehrer und Beichtvater von Zarewitsch Alexander (ab 1801 Alexander I.). Nach dem frühen Tod der Mutter wurde Anna bei Verwandten mütterlicherseits sorgfältig erzogen. Sie sprach Englisch und Französisch.
Anna lernte Andreas von Rosen, einen nahen Freund ihres Bruders Iwan (1796–1873), im Jahr 1822 kennen und heiratete ihn am 19. April 1825. Am 5. Januar 1826 wurde der Gatte wegen seiner Teilnahme am Aufstand der Offiziere am 14. Dezember 1825 auf dem Sankt Petersburger Senatsplatz in die Peter-und-Paul-Festung eingekerkert. Am 19. Juni 1826 wurde der Sohn Eugène, das erste Kind des Paares, geboren. Am 22. August wurde Andreas von Rosen zu sechs Jahren Zwangsarbeit verurteilt. Das letzte Mal vor seiner Verbannung am 5. Februar 1827 nach Sibirien durfte Anna ihren Mann gegen Ende August 1826 im Gefängnis besuchen. Anna wollte Andreas in die Verbannung folgen. Er überredete sie aber, fürs Erste bei dem Kleinstkind im europäischen Teil Russlands zu bleiben.

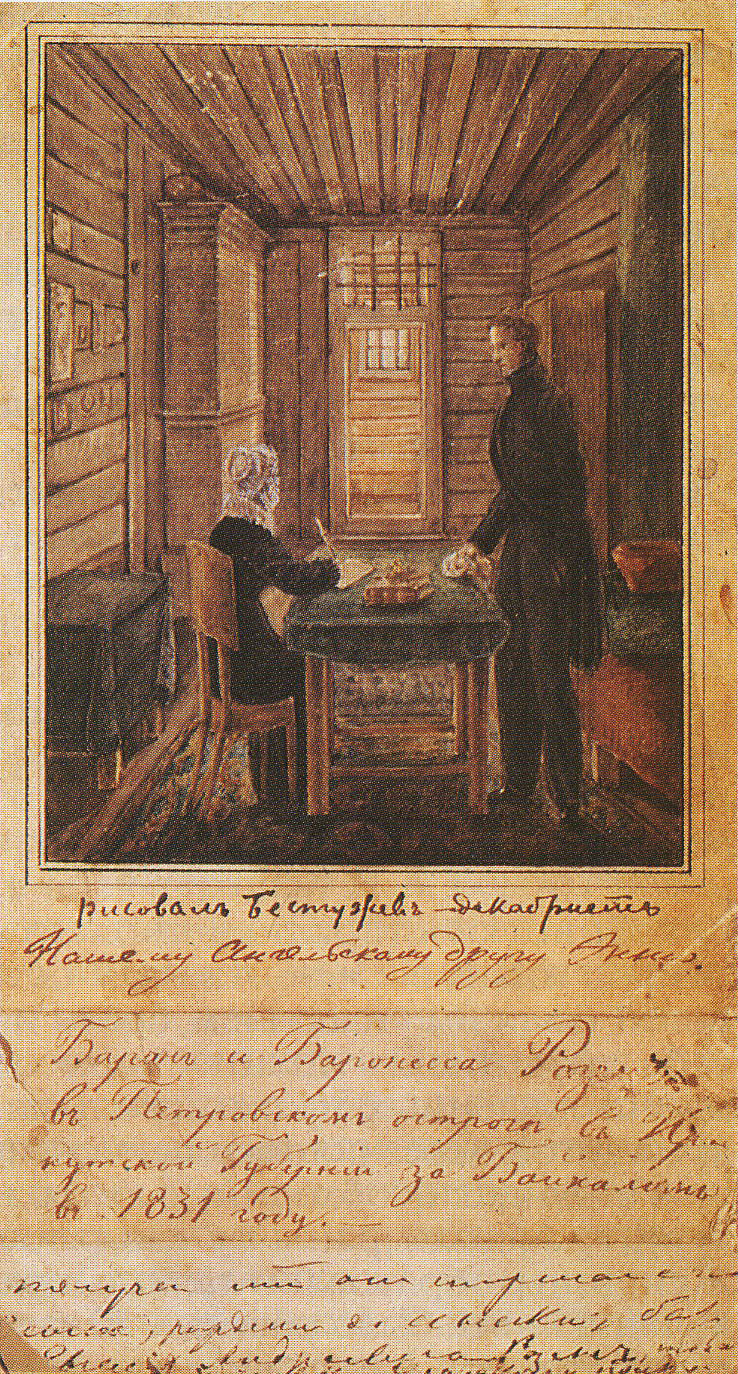
Nikolai Alexandrowitsch Bestuschew um 1831: Das Ehepaar Rosen in der Zelle des Zuchthauses Peter-Hütte in Transbaikalien

Anna traf im Sommer 1830 in Transbaikalien ein und folgte ihrem Mann in die Katorga Peter-Hütte. Den Sohn Eugène hatte Anna bei ihrer Schwester Maria zurücklassen müssen. Ihr Gesuch zur Mitnahme des Kindes in den Fernen Osten hatte Benckendorff abgelehnt. Den am 5. September 1831 in der Katorga Peter-Hütte geborenen zweiten Sohn nannte das Paar Kondrati – im Gedenken an den hingerichteten Dekabristen Kondrati Rylejew.
Am 19. September 1832 kam das Ehepaar mit den beiden in Peter-Hütte geborenen Söhnen in Kurgan an. Andreas von Rosen war aus der Haft entlassen und im Gouvernement Tobolsk zwangsangesiedelt worden. Das Geld zum Kauf des eigenen Hauses in Kurgan schickte Annas oben erwähnter Bruder Iwan.
Im Herbst 1837 wurden etliche nach Sibirien verbannte dekabristische Offiziere – darunter auch Andreas von Rosen – in den Kaukasuskrieg geschickt. Dort in Tiflis traf Anna zu ihrer großen Freude nach acht Jahren Trennung ihren ältesten Sohn Eugène. Annas oben genannte Schwester Maria hatte das Treffen arrangiert. Anfang des Jahres 1839 wurde Andreas von Rosen der angegriffenen Gesundheit wegen demobilisiert. Das Paar durfte mit den Kindern auf dem Gut von Andreas’ Bruder in der Nähe von Narva wohnen. Nach Andreas von Rosens Amnestie im Jahr 1856 zog die Familie ins Gouvernement Charkow und blieb im Süden. Andreas starb dort in Okino im Landkreis Isjum vier Monate nach Anna.

## Kinder
- Eugène[7] (* 19. Juni 1826)
- Kondrati[8] (* 5. September 1831 in Peter-Hütte)
- Wassili[9] (* 29. August 1832 in Peter-Hütte)
- Wladimir[10] (* 24. Juli 1834 in Kurgan)
- Anna (* 6. September 1836 in Kurgan)